# Imtech Arena
Imtech Arena je gradski stadion u Hamburgu, Njemačka. Stadion koristi Bundesligaš Hamburger SV, a koristio je se i na Svjetskom nogometnom prvenstvu u Njemačkoj kao stadion za natjecanje po skupinama i za četvrtfinale. Arena je nekad bila poznata po imenu Volksparkstadion, sve do 2001., kada je AOL kupio prava na ime, pa se stadion do srpnja 2007. zvao AOL Arena. Zbog sličnih razloga, do 2010., koristio je ime HSH Nordbank Arena.

## Povijest
HSV zapravo nema nikakve veze s povjesti ovog stadiona; prije nego što se preselio na Volksparkstadion, HSV je igrao na stadionu "Sportplatz at Rothenbaum". Bahrenfelder Stadion je prvi stadion koji je sagrađen na mjestu Volksparkstadiona. Stadion je otvoren 13. rujna 1925. s utakmicom između klubova "FC Altona 93" i "HSV". Ispred 25 tisuća gledatelja, HSV je izgubio rezultatom 2:3. U to vrijeme, stadion je bio poznat i kao Altonaer Stadion, ali nije bio domaći stadion "FC Altoni 93". Altona 93 je nekad bio jedan od najvećih njemačkih nogometnih klubova i bio je veliki rival Hamburgera SV.
Nakon dugo vremena, stadion je se napokon renovirao. Između 1951. i 1953. godine, stadion je renoviran, a 12. srpnja je otvoren pod novim imenom Volksparkstadion ("Narodni park"). Većina materijala za gradnju došlo je iz ruševina Eimsbüttela, okruga koji je uništen u Drugom svjetskom ratu. Novi stadion je imao kapacitet od 75,000 gledatelja i koristio je se za razne sportske događaje grada Hamburga.
U svibnju 1998. godine, HSV je odlučio zamijeniti nepopularni Volksparkstadion s novim stadionom, zbog pomoći Njemačkoj za SP u nogometu, ali i zato što je bilo jako teško imati standarde sigurnosti s tako starim stadionom. Stari stadion je potpuno srušen i sagrađena je nova arena, koja je bila okrenuta 90°. Predviđeni trošak novog stadiona bio je 90 do 100 milijuna €. Nova arena je služila za nogometne potrebe, ali i za poznate koncerte u Hamburgu. Kapacitet stadiona tijekom klupskih utakmica je 57,274, ali tijekom reprezentativnih utakmica kapacitet je ograničen 51,500 kada je slobodna i sjeverna tribina. Dozvola za gradnju nove arene dobivena je 30. travnja 1998. Novi stadion je se riješio atletske staze, pa su tribine bile bliže stadionu i veće nego prije. Stadion je otvoren u 2000. godini kada je odigrana utakmica između Njemačke i Grčke; domaćini su pobijedili rezultatom 2:0. S novim stadionom, HSV je uspio postići prosječnu posjećenost od 50,000 gledatela. U 2004. godini, otvoren je muzej posvećen povijesti HSV-a.
U 2001. godini, AOL je kupio prava na ime stadiona za 15.3 milijuna €. Ugovor s HSV-om je istekao 2006. godine, pa je se moglo vratiti staro ime stadiona. U više slučajeva kada velike tvrtke kupe ime stadiona, građani nakon isteka ugovora žele vraiti staro ime. 29. ožujka 2007. godine, banka HSH Nordbank je kupila prava na ime stadiona za 25 milijuna € i preimenovala ga u HSH Nordbank Arena na ugovor od 6 godina. Međutim, u srpnju 2010., prava na ime otkupljuje Imtech, njemačka tehnološka tvrtka, tako da se stadion danas oslovljava kao Imtech Arena

## Poznati događaji

### Svjetsko prvenstvo u nogometu 1974.
Svjetsko prvenstvo u nogometu 1974. je održano u Zapadnoj Njemačkoj, a Volksparkstadion je bio jedan od stadiona na kojemu su se održale utakmica SP-a. Zajedno s Olimpijskim stadionom u Berlinu, bio je domaćin utakmica skupine A. Na Volksparkstadionu su odigrane tri utakmice. Prva je odigrana između Istočne Njemačke i Australije, gdje je bilo samo 17,000 gledatelja. Druga utakmica je bila između Zapadne Njemačke i Australije, gdje je bilo 53,300 gledatelja. Najviše gledatelja na Volksparkstadionu, njih 60,200, je gledalo sraz Zapadne Njemačke i susjedne Istočne Njemačke. Pobijedila je Istočna Njemačka, rezultatom 1:0, postignuli su pogodak u 80-toj minuti .

### Europsko prvenstvo u nogometu 1988.
1988. godine, Europsko prvenstvo u nogometu je došlo u Zapadna Njemačka. Volksparkstadion je izabran za jedne od stadiona domaćina. U to vrijeme, stadion je dosegao kapacitet od 61,200 gledatelja. Jedina utakmica UEFA Eura 1998. koja se igrala na Volksparkstadionu, bila je ona polufinalna između domaće Zapadne Njemačke i Nizozemske; domaćini su izgubili rezultatom 1:2.

### Svjetsko prvenstvo u nogometu 2006.
Imtech Arena je bila jedna od stadiona domaćina Svjetskog prvenstva u nogometu 2006. Zbog imena sponzora u nazivu stadiona, za vrijeme natjecanja se zvao FIFA World Cup Stadium Hamburg.
Sljedeće utakmice Svjetskog prvenstva su odigrane na FIFA World Cup Stadium Hamburgu:
| Datum            | Vrijeme (CET) | Momčad #1         | Rez. | Momčad #2        | Dio natjecanja | Gledatelja |
| ---------------- | ------------- | ----------------- | ---- | ---------------- | -------------- | ---------- |
| 10. lipnja 2006. | 21:00         | Argentina         | 2:1  | Obala Bjelokosti | Skupina C      | 49,480     |
| 15. lipnja 2006. | 15:00         | Ekvador           | 3:0  | Kostarika        | Skupina A      | 50,000     |
| 19. lipnja 2006. | 18:00         | Saudijska Arabija | 0:4  | Ukrajina         | Skupina H      | 50,000     |
| 22. lipnja 2006. | 16:00         | Češka             | 0:2  | Italija          | Skupina E      | 50,000     |
| 30. lipnja 2006. | 21:00         | Italija           | 3:0  | Ukrajina         | Četvrtfinale   | 50,000     |

### Finale UEFA Europske lige 2010.
Imtech Arena je izabrana za domaćina finala UEFA Europske lige 2010, koje je igrano 12. svibnja 2010. između Fulhama i Atlético Madrida. Španjolska je momčad nakon produžetaka pobijedila rezultatom 2:1.

### Koncerti
Zasada najpoznatiji koncerti na Imtech Areni su oni njemačkog Live Eartha, 7. srpnja 2007. i Tine Turner povodom turneje "Twenty Four Seven Tour".

## Vanjske poveznice
- Službena stranica
- Službena stranica HSV-a

| Prethodnik: | Domaćin Finala UEFA Europske lige 2010. | Nasljednik:   |
| (Kup UEFA)  | Domaćin Finala UEFA Europske lige 2010. | Aviva Stadium |